# جامعة حلب

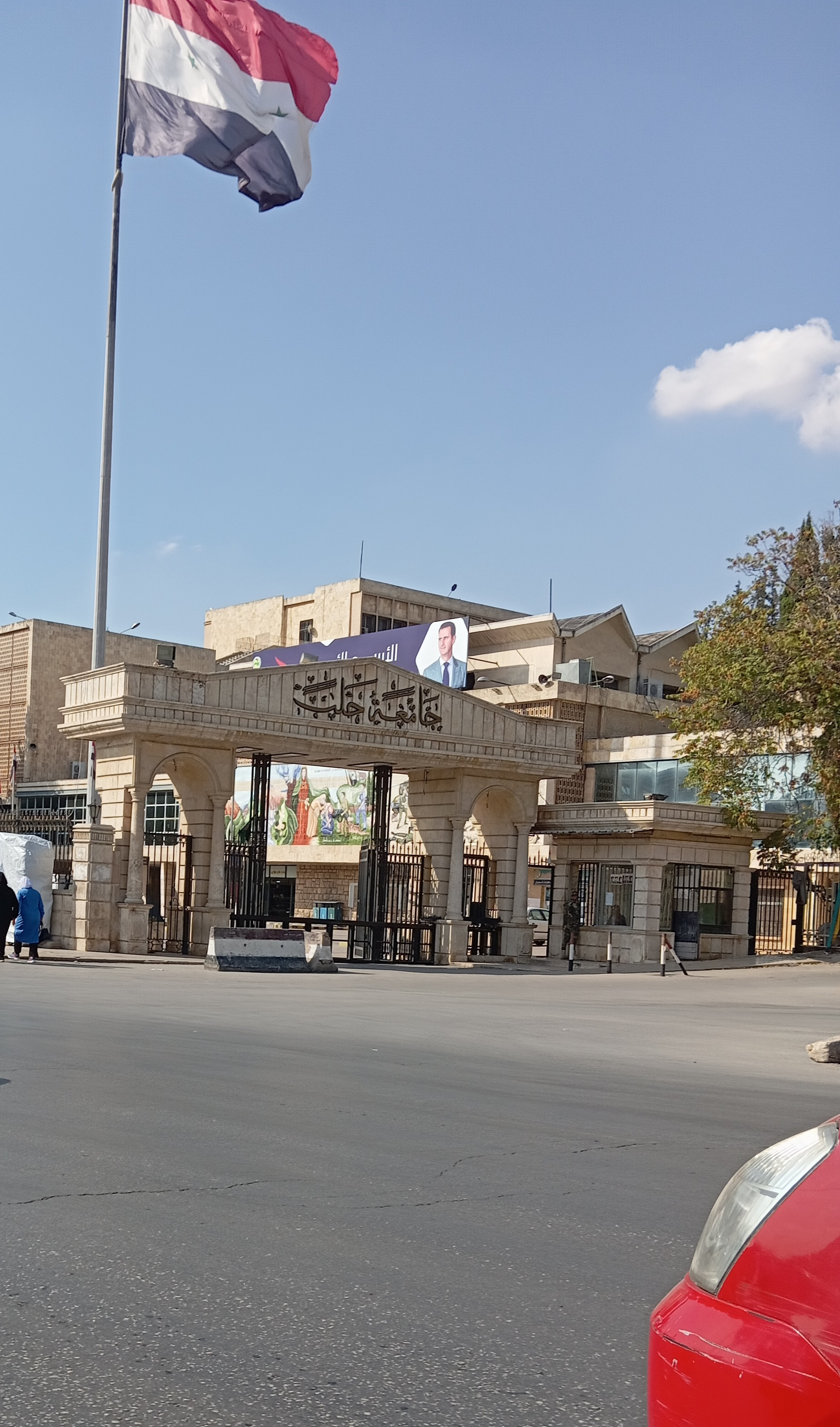
أحد أبواب جامعة حلب

جامعة حلب او جامعة الثورة كما يطلق عليها بعض السوريين بعد انطلاق الاحتجاجات في سوريا   هي ثاني جامعة أُنشِئت في سوريا بعد الجامعة السورية التي سميت لاحقًا جامعة دمشق، وتُعد من المؤسسات العلمية الرائدة والجامعات العربية العريقة. يدرس في جامعة حلب أكثر من 103,120 طالب حسب التقديرات للعام الدراسي 2011-2012، وحوالي 3,737 طالب دراسات عليا.

## تاريخ الجامعة

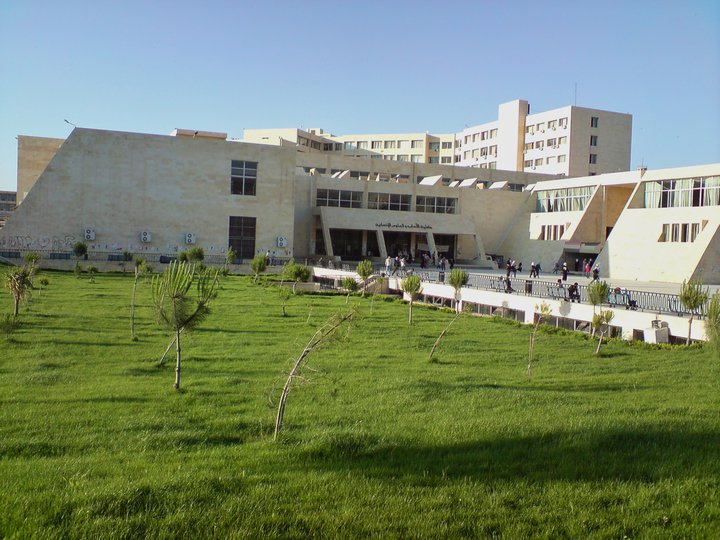
جامعة حلب، كلية الآداب والعلوم الإنسانية

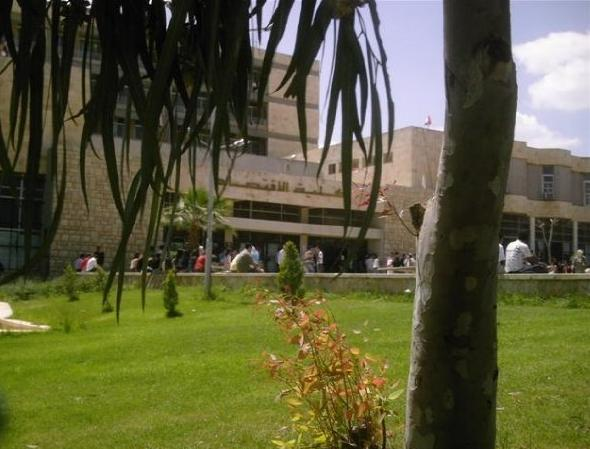
جامعة حلب، كلية الاقتصاد

أُنشِئَت كلية الهندسة في مدينة حلب في العام 1946 كأول مؤسسة للتعليم العالي، وكانت حينها تتبع للجامعة السورية بدمشق، في عام 1958 صدر قرار حكومي يتم بموجبه إنشاء جامعة ثانية في الجمهورية العربية السورية يكون مقرها مدينة حلب. وفي عام 1960 استقلت كلية الهندسة فعلياً عن جامعة دمشق وشكلت النواة الأساسية لهذه الجامعة الناشئة مع استحداث كليةٍ ثانية هي كلية الزراعة، وعين السيد توفيق المنجد. كأول رئيس لها.
أخذت الجامعة تنمو بسرعة وأضيفت لها الكليات الأخرى لاحقاً لتدرس مناهج في مختلف التخصصات العلمية والهندسية والأدبية.
تعتبر الجامعة عضواً في كلٍ من:
- منتدى التعليم الأورومتوسطي الدائم Euromed Permanant University Forum
- اتحاد جامعات المتوسط Mediterranean Universities Union

ترتبط الجامعة ببرامج تعاون علمي مع العديد من المؤسسات الأكاديمية في
الولايات المتحدة، الأرجنتين، فنزويلا، أستراليا، اليابان، الهند، ماليزيا، إيران، أرمينيا، جورجيا، تركيا، كازاخستان، روسيا، إسبانيا، المملكة المتحدة، ألمانيا، فرنسا، إيطاليا، النمسا، النرويج، بولونيا، أوكرانيا، بلجيكا، البوسنة، هنغاريا، مولدوفا.
احتفلت الجامعة باليوبيل الذهبي عام 2008.
في 15 يناير 2013 ابان الحرب الاهلية السورية تعرض حرم جامعة حلب  قرب كليتي الفنون والعمارة لقصف عنيف ادى لوقوع 82 قتيل و 150 جريح معظمهم من الطلاب الذين كانوا يؤدون امتحاناتهم.
حمّل المرصد السوري لحقوق الإنسان مسؤولية الحادثة للحكومة السورية بناء على شهادات لطلاب بقيام طائرات حربية سورية بالتحليق فوق منطقة القصف لحظة وقوع الحادثة  بينما ادعت وكالة انباء الحكومة السورية ان القصف تم بقذائف اطلقتها مجموعات ارهابية من مناطق قريبة.

## قائمة رؤساء جامعة حلب

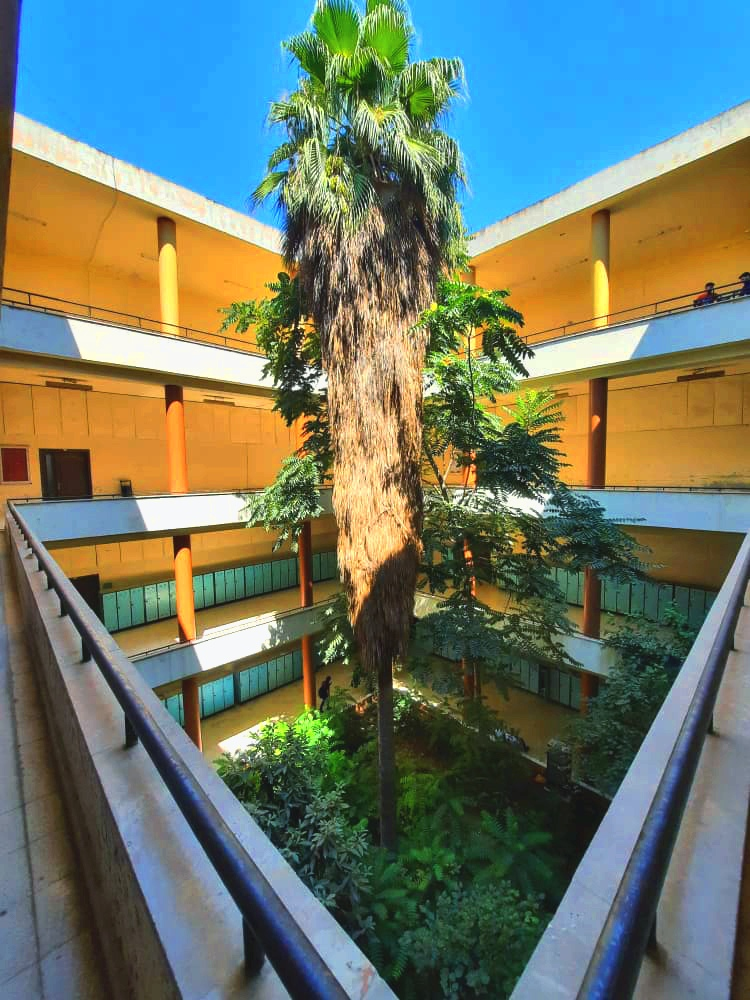
كلية الطب من الداخل

| الاسم                | من عام             | إلى عام                    | ملاحظات                                                                                            |
| -------------------- | ------------------ | -------------------------- | -------------------------------------------------------------------------------------------------- |
| توفيق المنجد (استاذ) | 1960               | 1967                       | |
| مصطفى عزة النصار     | 1968               | 1969                       | |
| لا يوجد              | 1969               | 1973                       | لم يعين رئيس للجامعة وكان وزير التعليم العالي بحسب قانون تنظيم الجامعات يقوم بمهام رئيس جامعة حلب. |
| أحمد يوسف الحسن      | 1973               | 1979                       | |
| محمد علي حورية       | 1979               | 2001                       | |
| محمد سعيد فرهود      | 2001               | 2004                       | |
| محمد نزار عقيل       | 2004               | 2010                       | |
| نضال شحادة           | 2010               | شباط 2012                  | |
| عابد يكن             | شباط (فبراير) 2012 | آب (أغسطس) 2012            | |
| خضر صبحي الأورفلي    | آب (أغسطس) 2012    | آب (أغسطس) 2013            | |
| محمود دهان           | آب (أغسطس) 2013    | تشرين الثاني (نوفمبر) 2014 | |
| مصطفى أحمد أفيوني    | آذار (مارس) 2015   | 25 شباط 2020               | |
| ماهر كرمان           | 25 شباط 2020       | الآن                       | |

## الكليات
تضم جامعة حلب الكليات التالية:
- الاقتصاد
- كلية الآداب والعلوم الإنسانية وتضم الأقسام التالية: اللغة العربية - اللغة الإنكليزية - اللغة الفرنسية - التاريخ - الجغرافية - الفلسفة - علم الاجتماع - الآثار.
- التربية وتضم الأقسام التالية: المناهج - إرشاد نفسي - معلم صفكلية الصيدلة في جامعة حلبالكلية التقنية في جامعة حلب
- الحقوق
- الشريعة
- الصيدلة
- الطب

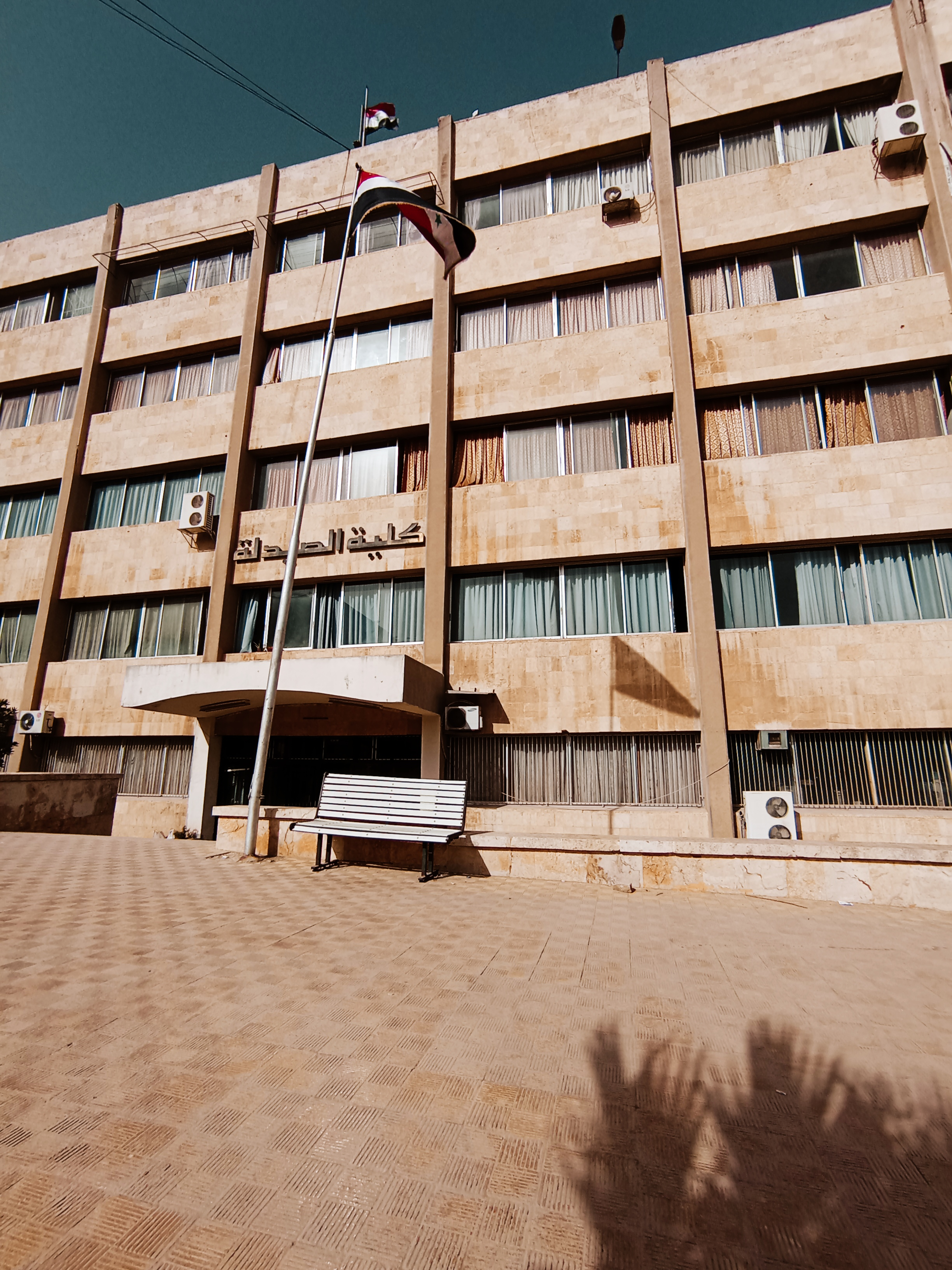
كلية الصيدلة في جامعة حلب

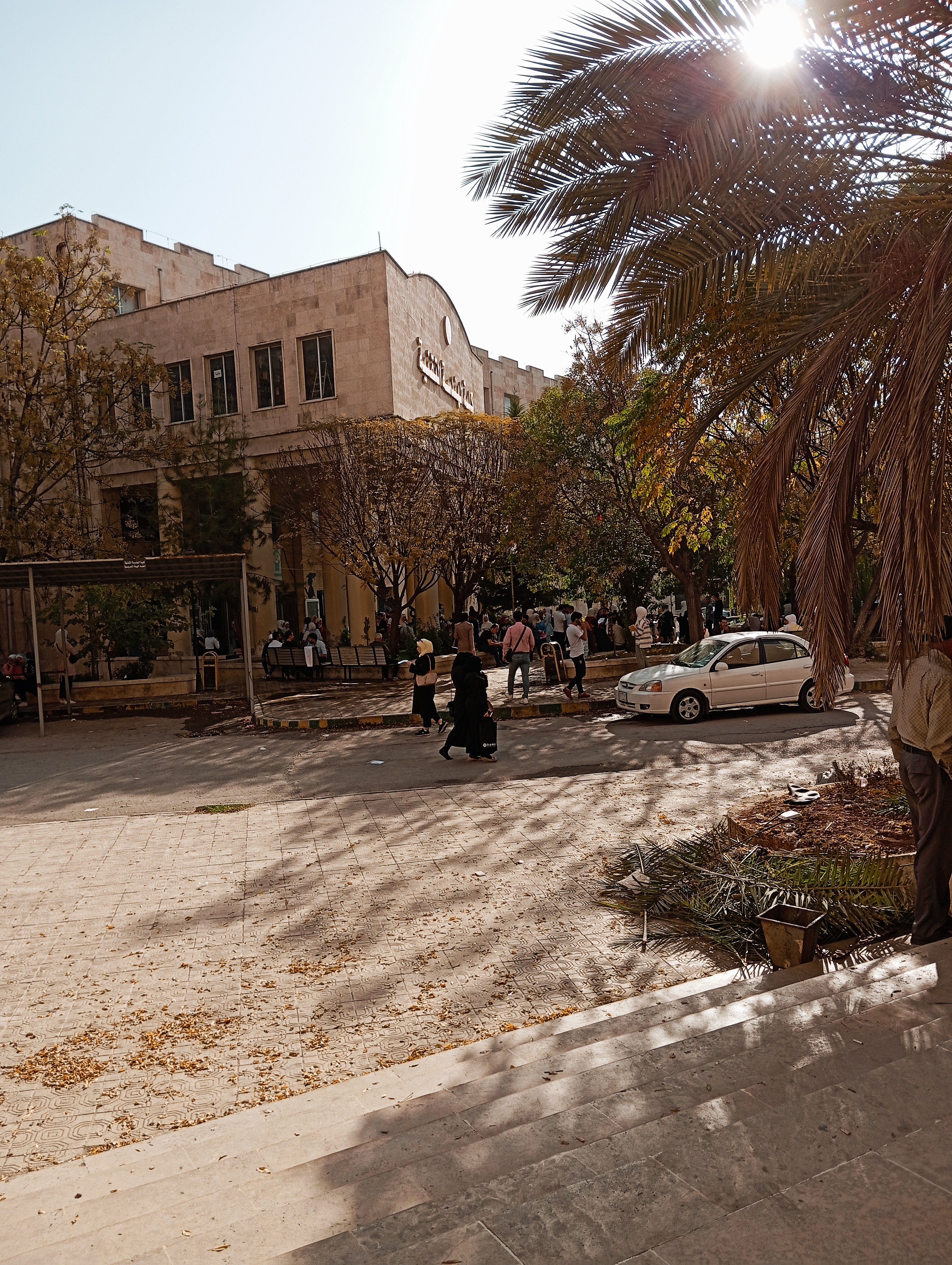
الكلية التقنية في جامعة حلب

- العلوم وتضم الأقسام التالية: الرياضيات - الفيزياء - الكيمياء - الجيولوجيا - الإحصاء الرياضي - علم الأحياء (البيولوجيا)
- الفنون الجميلة
- الهندسة التقنية وتضم الأقسام التالية: تقانة الهندسة البيئية - تكنولوجيا الأغذية - تقانة الهندسة الحيوية.
- الهندسة الزراعية
- الهندسة الكهربائية والإلكترونية وتضم الأقسام التالية: هندسة نظم القدرة الكهربائية - هندسة القيادة الكهربائية - هندسة التحكم الآلي والأتمتة الصناعية - هندسة الحواسيب - هندسة الاتصالات - هندسة النظم الإلكترونية - هندسة الميكاترونيك.
- الهندسة المدنية وتضم الأقسام التالية: الهندسة المدنية - الهندسة المائية - الهندسة الطبوغرافية.
- الهندسة المعلوماتية.
- الهندسة المعمارية
- الهندسة الميكانيكية وتضم الأقسام التالية: هندسة الطاقة (الميكانيكية) - هندسة الإنتاج - ميكانيك الغزل والنسيج - الهندسة الصناعية - علم المواد الهندسية - هندسة الطيران - الهندسة النووية - هندسة الآلات الزراعية.
- طب الأسنان كلية طب الأسنان
- الكلية التطبيقية وتضم الأقسام التالية: تقانات إلكترونية - ميكانيك التدفئة والتكييف والتبريد
- كلية الزراعة
- كلية التمريض
- كلية الطب البيطري

## المعاهد العليا
بالإضافة إلى الكليات يتبع لجامعة حلب معاهد عليا عديدة:
- معهد التراث العلمي العربي الذي يمنح درجة دبلوم الدراسات العليا ودرجتي الماجستير والدكتوراه في تاريخ العلوم الأساسية والطبية والتطبيقية وعلم الآثار.
- المعهد التقاني للحاسوب في حلب وإدلب
- المعهد التقاني الهندسي
- المعهد التقاني للهندسة الميكانيكية والكهربائية
- المعهد التقاني لإدارة الأعمال والتسويق
- المعهد التقاني الطبي
- المعهد التقاني للعلوم المالية والمصرقية في حلب وإدلب
- المعهد التقاني لطب الأسنان (مساعدات) إناث فقط
- المعهد التقاني لطب أسنان (تعويضات)
- المعهد التقاني الزراعي في حلب وإدلب
- المعهد التقاني للطب البيطري في إدلب
- المعهد التقاني للصناعات التطبيقية التابع لوزارة الصناعة
- المعهد التقاني الصحي التابع لوزارة الصحة
- المعهد التقاني للخطوط الحديدية /ذكور/ التابع لوزارة النقل
- المعهد التقاني للكهرباء والميكانيك التابع لوزارة الكهرباء
- المعهد التقاني الفندقي في حلب وإدلب التابع لوزارة السياحة
- مدرسة التمريض
- المعهد العالي للغات في حلب يقيم دورات عامة وتخصصية في اللغات التالية: (اللغة الأنكليزية - اللغة الفرنسية - اللغة العربية - اللغة الألمانية - اللغة الإسبانية - اللغة الإيطالية - اللغة التركية - اللغة الروسية - اللغة الفارسية - اللغة الأرمنية)

## التعليم المفتوح
إضافة إلى ذلك فقد تم إحداث مركز للتعليم المفتوح يضم البرامج التالية:
- الدراسات المالية والمصرفية
- الإدارة والمحاسبة في المشروعات الصغيرة والمتوسطة
- الترجمة في اللغة الإنكليزية
- الترجمة في اللغة الفرنسية
- الدراسات القانونية العملية

ويبلغ عدد طلاب التعليم المفتوح بجامعة حلب 36,213 طالب وطالبة حسب إحصائيات عام 2011-2012.
ساهمت جامعة حلب في رعاية كليات جامعية عديدة في محافظات أخرى كانت نواةً لجامعة الفرات في دير الزور وشرق سوريا التي أحدثت عام 2006. تتبع حالياً لجامعة حلب أيضاً بعض الكليات المستحدثة في إدلب.

## المشافي الجامعية
- مشفى حلب الجامعي

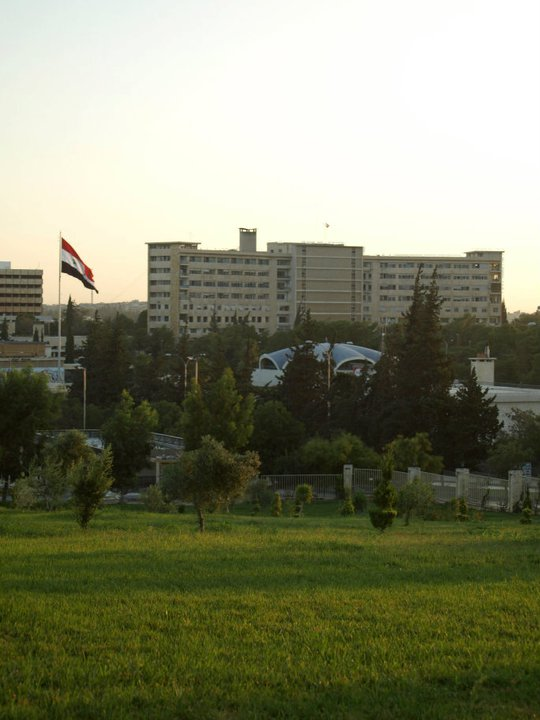
إطلالة على مشفى حلب الجامعي

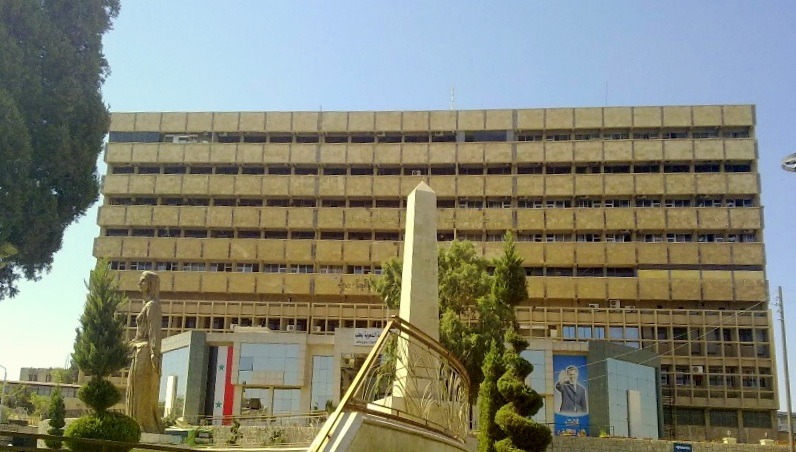
مشفى أمراض وجراحة القلب

- مشفى التوليد وأمراض النساء الجامعي
- مشفى أمراض وجراحة القلب الجامعي
- مشفى الكندي الجامعي
- مشفى العيادات السنية
- مشفى جراحة الفم والفكين

## البنية التنظيمية
يمثل رئيس الجامعة أعلى سلطة في الجامعة ويعاونه ثلاثة نواب لشؤون الجامعة بالإضافة إلى نائب لشؤون التعليم المفتوح.

## النشاطات العلمية والثقافية
- مركز اليابان للتعاون الأكاديمي
- معرض الكتاب السنوي
- المؤتمر الدولي الفرانكوفوني لأبحاث الميكانيك المتقدم

## ارتباطات خارجية
- موقع جامعة حلب
- موقع طلاب التعليم المفتوح في كلية الاقتصاد، جامعة حلب
- موقع طلاب قسم الرياضيات في كلية العلوم، جامعة حلب